# 療養費
療養費（りょうようひ）とは、健康保険法等を根拠に、日本の公的医療保険において、被保険者が負担した療養の費用について、後で現金給付を行うものである。
日本の保険医療では療養の給付（現物給付）を原則としていて、保険証を窓口で提示することにより一部負担金の支払いのみで療養の給付を受けることができる（受領委任払い）。もっとも保険証を提出できない等により療養の給付を受けられない場合は療養の費用は全額自己負担となる。しかしながら所定の要件に該当する場合は、保険者に申請することにより、本来療養の給付等として現物給付されるべきであった額を償還払い（現金給付）で受けることができる。以下では健康保険に基づいて述べるが、他の公的医療保険（船員保険、国民健康保険、後期高齢者医療制度、共済組合等）でも内容はほぼ同一である。
- 健康保険法について、以下では条数のみ記す。

## 支給要件
保険者は、療養の給付若しくは入院時食事療養費、入院時生活療養費若しくは保険外併用療養費の支給（以下「療養の給付等」という）を行うことが困難であると認めるとき、又は被保険者が保険医療機関等以外の病院、診療所、薬局その他の者から診療、薬剤の支給若しくは手当を受けた場合において、保険者がやむを得ないものと認めるときは、療養の給付等に代えて、療養費を支給することができる（第87条1項）。
「療養の給付等を行うことが困難であると認めるとき」とは、具体的には以下のような場合である。
- 事業主が資格取得届の手続き中あるいは手続きを怠ったためで被保険者証が未交付により、保険診療が受けられなかったとき（昭和3年4月30日保理1089号）
- 感染症の予防及び感染症の患者に対する医療に関する法律（感染症法）により、隔離収容された場合で薬価を徴収されたとき（昭和3年4月20日保理586号）
- 療養のため、医師の指示により義手・義足・義眼・コルセットを装着したとき（昭和24年4月13日保険発167号等）
- 生血液の輸血を受けたとき（昭和14年5月13日社医発336号）
  - 保存血の輸血は療養の給付に該当する。
- 移送時においてその付添人によって行われる医学的管理等について、患者がその費用を実費負担した場合（移送費とは別に療養費が支給される。平成6年9月9日保険発119号・庁保険発9号）
- 柔道整復師、あん摩マッサージ指圧師、はり師、きゅう師から施術を受けたとき
  - 柔道整復師の施術は、急性などの外傷性の打撲・捻挫・および挫傷・骨折・脱臼の場合に限る（昭和18年1月30日保発796号）。現に医師が診療中の骨折・脱臼については、応急措置の場合を除き、患者が医師の同意を口頭または書面にて得ることが必要である（昭和24年6月医収発662号）。同意は患者または柔道整復師が得ればよく、医師の同意は書面でなく口頭でもよい。この場合、申請書やカルテに同意を得た旨を記載しておく（同意年月日、同意した医師の氏名）。なお、保険医療機関に入院中の患者の場合は、医師から依頼された柔道整復師の施術を受けたとしても療養費の対象とはならない（平成9年4月17日保険発57号）。
  - はり師、きゅう師の施術は、神経痛・リウマチ・五十肩・頸腕症候群・腰痛症・頚椎捻挫後遺症の適応6疾患の場合、医師による適当な治療手段がなくはり・きゅうの施術を受けることを認める医師の同意を必要とする（昭和25年1月19日保発4号）[2][3]。
  - あん摩マッサージ指圧師の施術は、筋麻痺・関節拘縮等の症状が認められ、その制限されている関節の可動域の拡大と筋力増強を促し、症状の改善を目的として、あん摩マッサージの施術が必要と医師が同意している場合に限る[2][3]。
  - あん摩マッサージ指圧師、はり師、きゅう師の施術による往療料は、治療上真に必要があると認められる場合に限る。片道16キロメートルを超える場合の往療料は往療を必要とする絶対的な理由がある場合以外は認められない。
- 海外の病院等で診療を受けた場合（#海外療養費）。日本で保険適用となる診療のみが対象[4]。

「やむを得ないものと認めるとき」とは、被保険者の症状からみて直ちに診療等を受けなければならない緊迫した事態が生じており、かつ保険医療機関を選定する時間的余裕がなかった場合等において、保険者がやむを得ないものと認めた場合である（昭和24年6月6日保文発1017号）。例えば旅行中、すぐに手当を受けなければならない急病やけがとなったが、近くに保険医療機関がなかったので、やむを得ず保険医療機関となっていない病院で自費診察をしたとき、僻地で近くに保険医療機関がないとき、などがこれにあたる（昭和24年6月6日保文発1017号）。この場合、やむを得ない理由が認められなければ、療養費は支給されない。例えば、緊急疾病で他に適当な保険医療機関等があるにもかかわらず、好んで保険医療機関等以外の病院等において診療又は手当を受けた場合や、単に保険診療が不評との理由によって保険診療を回避した場合は、療養費は支給しない（昭和24年6月6日保文発1017号）。 

### 治療用装具
治療用装具における療養費支給対象は以下である
治療用装具の作成は療養費として、健康保険から7～9割が戻る仕組みとなっており、療養費は医療費の伸びをはるかに上回る勢い（平成24年）となっている。

### 海外療養費
社会保険（健康保険等）では1981年3月から、国民健康保険では2001年6月から、海外の医療機関を受診した場合でも療養費が支給されるようになった。
現に海外にある被保険者からの療養費の支給申請は、原則として事業主を経由して行い、事業主が代理して受領する（海外への送金は行わない）。また海外療養費の支給額の算定に用いる邦貨換算率は、療養を受けた日ではなく支給決定日の外国為替換算率（売レート）を用いる（昭和56年2月25日保険発10号、庁保険発2号）。手続には、診療内容明細書（診療の内容、病名・病状等が記載された医師の証明書）と領収明細書（内訳が記載された医療機関発行の領収書）およびこれらの和訳文、さらに旅券等の海外渡航の事実が確認できる書類の写しと、当該海外療養担当者へ照会する旨の同意書が必要である（平成25年12月6日保保発1206第2号）。
被保険者等が下記の状態のいずれも満たす場合には、海外療養費の支給が認められる「やむを得ない」に該当する場合と判断できる（平成29年12月22日保保発1222第2号）。
- 臓器移植を必要とする被保険者等がレシピエント適応基準に該当し、海外渡航時に日本臓器移植ネットワークに登録している状態であること
- 当該被保険者等が移植を必要とする臓器に係る、国内における待機状況を考慮すると、海外で移植を受けない限りは生命の維持が不可能となる恐れが高いこと

国民健康保険・後期高齢者医療制度の場合、1年以上海外に渡航する場合は市町村に海外転出届を提出しなければならず、提出すると国民健康保険・後期高齢者医療制度も自動的に脱退となる。海外療養費は、世界に短期滞在・海外旅行時の保険制度であり、長期滞在の場合は給付の対象とされていない。また日本で保険対象の医療のみが対象で、単なる治療目的の渡航や、日本の保険対象外の医療を受けた場合には、海外療養費の対象とならない。

## 支給額
療養費の額は、当該療養（食事療養及び生活療養を除く）について算定した費用の額から、その額に一部負担金の区分に応じて定める割合を乗じて得た額を控除した額及び当該食事療養又は生活療養について算定した費用の額から食事療養標準負担額又は生活療養標準負担額を控除した額を基準として、保険者が定める（第87条2項）。制度上は必ずしも窓口で支払った金額から一部負担金額を控除した額が支給されるとは限らない。

## 時効
健康保険の他の給付と同じく、療養費の支給を受ける権利は、2年を経過したときは時効により消滅する（第193条）。時効の起算日は、「療養に要した費用を支払った日の翌日」である（昭和31年3月13日保文発1903号）。

## 無効な保険証を使用した場合
資格喪失した保険証を使用した場合については、使用した無効な保険証の保険者に一度返金し、有効な保険証の保険者に療養費を請求する。また、この場合の療養費請求権の消滅時効の起算日は、有効となる保険証を取得するに至った経緯等により起算日が異なる取り扱いとなる。

## 課題

### 治療用装具における不正請求
整形外科では枕と知りつつ、安眠枕を夜間用の頸椎装具として証明書類を出し、健康保険を利用させて最大で9割引とさせる不正請求を行った。装具業者は「10万～14万円のオーダーメイド靴が健康保険で7～9割引になる」と宣伝し、通院していない客に靴を作り、その後、医療期間の証明書類を出すという手法で、医師は完成後のチェックをしていない。
すでに治療用装具の作成には不正請求が一定程度潜在化しているとみられている。健保組合連合会は「断じて許されず厳正に対処する」としている。

### 海外療養費における不正請求
国外での受療費用についても、同法条項により保険者の判断で療養費を支給することができる。近年では不正請求事例が明らかになっており、日本国政府は審査基準の強化を保険者に要請している。保険者からの協力要請をすることもある。
海外療養費について、虚偽の支給申請を行う不正請求事案が相次いでいるとして、厳正な取締りが都道府県警察に求められている。平成25年度には、会計検査院より「被保険者の生活の本拠についての審査」および「標準額の算定」が不適切であるとして是正勧告が出されている。
東京都荒川区では、区議が独自に調査した結果、2014年、海外療養費の還付額の58％が中国人だった。荒川区の中国人人口は3％であることに対して、不自然に多い数字となっている。